# Problema da planicidade

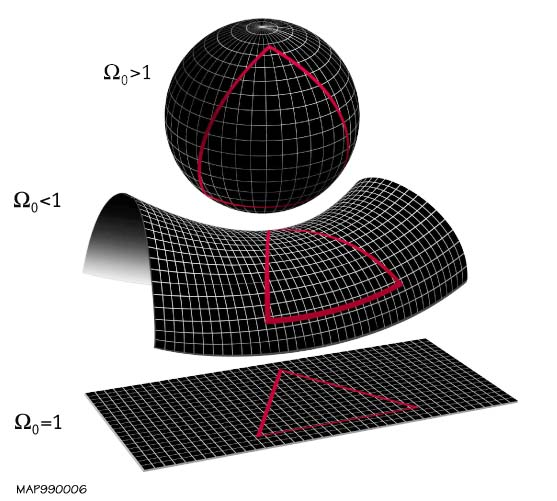
A geometria local do universo é determinada pelo fato de a densidade relativa Ω ser menor, igual ou maior que 1. De cima para baixo: um universo esférico com densidade maior que a crítica (Ω>1, k>0); um universo en e subdenso (Ω<1, k<0); e um universo plano com exatamente a densidade crítica (Ω=1, k=0). O espaço-tempo do universo é, diferentemente dos diagramas, quadridimensional.

O problema da planicidade  é um problema de ajuste fino cosmológico dentro do modelo de universo do Big bang. Tais problemas surgem da observação de que algumas das condições iniciais do universo parecem estar ajustadas para valores muito "especiais", e que pequenos desvios desses valores teriam efeitos extremos na aparência do universo no momento atual.
No caso do problema da planicidade [en], o parâmetro que parece ajustado é a densidade de matéria e energia no universo. Este valor afeta a curvatura do espaço-tempo, sendo necessário um valor crítico muito específico para um universo plano. Observa-se que a densidade atual do universo está muito próxima desse valor crítico. Uma vez que qualquer afastamento da densidade total do valor crítico aumentaria rapidamente ao longo do tempo cósmico [en], o universo primitivo deve ter tido uma densidade ainda mais próxima da densidade crítica, afastando-se dela em uma parte em 1062 ou menos. Isso leva os cosmólogos a questionar como a densidade inicial chegou a ser tão ajustada a esse valor "especial".
O problema foi mencionado pela primeira vez por Robert Dicke em 1969.:62,:61  A solução mais comumente aceita entre os cosmólogos é a inflação cósmica, a ideia de que o universo passou por um breve período de expansão extremamente rápida no primeiro fração de segundo após o Big Bang; juntamente com o problema do monopolo [en] e o problema do horizonte, o problema da planicidade é uma das três principais motivações para a teoria inflacionária.

## Densidade de energia e a equação de Friedmann
De acordo com as equações de campo da relatividade geral de Einstein, a estrutura do espaço-tempo é afetada pela presença de matéria e energia. Em pequenas escalas, o espaço parece plano – assim como a superfície da Terra se olharmos para uma pequena área. Em grandes escalas, no entanto, o espaço é dobrado pelo efeito gravitacional da matéria. Como a relatividade indica que matéria e energia são equivalentes, esse efeito também é produzido pela presença de energia (como luz e outras radiações eletromagnéticas) além da matéria. A quantidade de flexão (ou curvatura) do universo depende da densidade da matéria/energia presente.
Essa relação pode ser expressa pela primeira equação de Friedmann. Em um universo sem uma constante cosmológica, isto é:
{\displaystyle H^{2}={\frac {8\pi G}{3}}\rho -{\frac {kc^{2}}{a^{2}}}}
Aqui {\displaystyle H} é o parâmetro de Hubble, uma medida da taxa na qual o universo está se expandindo. {\displaystyle \rho } é a densidade total de massa e energia no universo, {\displaystyle a} é o fator de escala [en] (essencialmente o "tamanho" do universo) e {\displaystyle k} é o parâmetro de curvatura — isto é, uma medida de quão curvo é o espaço-tempo. Um valor positivo, zero ou negativo de {\displaystyle k} corresponde, respectivamente, a um universo fechado, plano ou aberto. As constantes {\displaystyle G} e {\displaystyle c} são, respectivamente, a constante gravitacional de Newton e a velocidade da luz.
Os cosmólogos geralmente simplificam essa equação definindo uma densidade crítica, {\displaystyle \rho _{c}}. Para um determinado valor de {\displaystyle H}, isso é definido como a densidade necessária para um universo plano, ou seja, {\displaystyle k=0}. Assim, a equação acima implica
{\displaystyle \rho _{c}={\frac {3H^{2}}{8\pi G}}}.
Como a constante {\displaystyle G} é conhecida e a taxa de expansão {\displaystyle H} pode ser medida observando a velocidade com que as galáxias distantes estão se afastando de nós, {\displaystyle \rho _{c}} pode ser determinado. Seu valor atualmente está em torno de 10−26 kg m−3. A razão entre a densidade real e esse valor crítico é chamada de Ω, e sua diferença de 1 determina a geometria do universo: Ω > 1 corresponde a uma densidade maior que a crítica, {\displaystyle \rho >\rho _{c}} e, portanto, um universo fechado [en]. Ω < 1 dá um universo aberto [en] de baixa densidade, e Ω igual a exatamente 1 dá um universo plano [en].
A equação de Friedmann
{\displaystyle {\frac {3a^{2}}{8\pi G}}H^{2}=\rho a^{2}-{\frac {3kc^{2}}{8\pi G}},}
pode ser reorganizada em
{\displaystyle \rho _{c}a^{2}-\rho a^{2}=-{\frac {3kc^{2}}{8\pi G}},}
que depois de fatorar {\displaystyle \rho a^{2}}, e usando {\displaystyle \Omega =\rho /\rho _{c}}, leva a
{\displaystyle (\Omega ^{-1}-1)\rho a^{2}={\frac {-3kc^{2}}{8\pi G}}.}
O lado direito da última expressão acima contém apenas constantes e, portanto, o lado esquerdo deve permanecer constante ao longo da evolução do universo.
À medida que o universo se expande, o fator de escala {\displaystyle a} aumenta, mas a densidade {\displaystyle \rho } diminui à medida que a matéria (ou energia) se espalha. Para o modelo padrão do universo que contém principalmente matéria e radiação durante a maior parte de sua história, {\displaystyle \rho } diminui mais rapidamente do que a {\displaystyle a^{2}} aumenta e, portanto, o fator {\displaystyle \rho a^{2}} diminuirá. Desde a época de Planck, logo após o Big bang, este termo diminuiu por um fator de cerca de {\displaystyle 10^{60},} e assim {\displaystyle (\Omega ^{-1}-1)} deve ter aumentado em uma quantidade semelhante para manter o valor constante de seu produto.

## Valor atual de Ω

A densidade relativa Ω contra o tempo cósmicoen t (nenhum eixo à escala). Cada curva representa um universo possível: observe que Ω diverge rapidamente de 1. A curva azul é um universo semelhante ao nosso, que no momento (à direita do gráfico) tem um pequeno |Ω − 1| e, portanto, deve ter começado com Ω muito próximo de 1. A curva vermelha é um universo hipotético diferente no qual o valor inicial de Ω diferiu um pouco demais de 1: até os dias atuais ele divergiu extremamente e não seria capaz de suportar galáxias, estrelas ou planetas

### Medida
O valor de Ω no momento atual é denotado Ω0. Este valor pode ser deduzido medindo a curvatura do espaço-tempo (uma vez que Ω = 1, ou {\displaystyle \rho =\rho _{c}}, é definido como a densidade para a qual a curvatura k = 0). A curvatura pode ser inferida a partir de várias observações.
Uma dessas observações é a das anisotropias (ou seja, variações com a direção - veja abaixo) na radiação cósmica de fundo em micro-ondas (R.C.F.). A radiação cósmica de fundo em micro-ondas (R.C.F.) é a radiação eletromagnética que preenche o universo, remanescente de um estágio inicial de sua história, quando foi preenchido com fótons e um plasma quente e denso. Esse plasma esfriou à medida que o universo se expandia e, quando esfriou o suficiente para formar átomos estáveis, não absorveu mais os fótons. Os fótons presentes nesse estágio têm se propagado desde então, ficando cada vez mais fracos e menos energéticos à medida que se espalham pelo universo em constante expansão.
A temperatura dessa radiação é quase a mesma em todos os pontos do céu, mas há uma pequena variação (em torno de uma parte em 100.000) entre a temperatura recebida de diferentes direções. A escala angular dessas flutuações – o ângulo típico entre uma mancha quente e uma mancha fria no céu – depende da curvatura do universo que, por sua vez, depende de sua densidade conforme descrito acima. Assim, as medições desta escala angular permitem uma estimativa de Ω0.
Outra sonda de Ω0 é a frequência de supernovas do tipo Ia em diferentes distâncias da Terra. Essas supernovas, as explosões de estrelas anãs brancas degeneradas, são um tipo de vela padrão; isto significa que os processos que regem o seu brilho intrínseco são bem compreendidos de modo que uma medida do brilho aparente quando visto da Terra pode ser usado para derivar medidas de distância precisas para eles (o brilho aparente diminuindo proporcionalmente ao quadrado da distância – ver Distância da luminosidade [en]). A comparação dessa distância com o desvio para o vermelho das supernovas dá uma medida da taxa na qual o universo tem se expandido em diferentes pontos da história. Uma vez que a taxa de expansão evolui de forma diferente ao longo do tempo em cosmologias com diferentes densidades totais, Ω0 pode ser inferido a partir dos dados das supernovas.
Os dados da sonda de anisotropia de micro-ondas Wilkinson (S.A.M.W.) (medindo anisotropias de radiação cósmica de fundo em micro-ondas (R.C.F.)) combinados com os da pesquisa digital do céu de Sloan (P.D.C.S.) e observações de supernovas do tipo Ia restringem Ω0 a 1 dentro de 1%. Em outras palavras, o termo |Ω − 1| é atualmente menor que 0,01 e, portanto, deve ter sido menor que 10−62 na era de Planck.

### Implicação
Este pequeno valor é o cerne do problema de nivelamento. Se a densidade inicial do universo pudesse assumir qualquer valor, seria extremamente surpreendente encontrá-la tão "ajustada" ao valor crítico {\displaystyle \rho _{c}}. De fato, um desvio muito pequeno de Ω de 1 no início do universo teria sido ampliado durante bilhões de anos de expansão para criar uma densidade de corrente muito longe da crítica. No caso de uma sobredensidade ({\displaystyle \rho >\rho _{c}}), isso levaria a um universo tão denso que pararia de se expandir e entraria em colapso em um Big crunch (um oposto ao Big bang em que toda a matéria e energia retrocedem em um estado extremamente denso) em alguns anos ou menos; no caso de uma subdensidade ({\displaystyle \rho <\rho _{c}}), ela se expandiria tão rapidamente e se tornaria tão esparsa que logo pareceria essencialmente vazia, e a gravidade não seria forte o suficiente em comparação para causar o colapso da matéria e formar galáxias. Em ambos os casos, o universo não conteria estruturas complexas como galáxias, estrelas, planetas e qualquer forma de vida.
Este problema com o modelo do Big bang foi apontado pela primeira vez por Robert Dicke em 1969, e motivou uma busca por algum motivo para a densidade assumir um valor tão específico.

## Soluções para o problema
Alguns cosmólogos concordaram com Dicke que o problema da planicidade era sério, necessitando de uma razão fundamental para a proximidade da densidade com a criticidade. Mas também havia uma escola de pensamento que negava a existência de um problema a ser resolvido, argumentando, em vez disso, que, como o universo deve ter alguma densidade, pode muito bem ter uma densidade próxima a {\displaystyle \rho _{crit}}, e que especular sobre uma razão para qualquer valor particular estava "além do domínio da ciência". Isso, no entanto, é um ponto de vista minoritário, mesmo entre os céticos quanto à existência do problema da planicidade. Vários cosmólogos argumentaram que, por várias razões, o problema da planicidade é baseado em um mal-entendido, mas isso parece ser amplamente ignorado por muitos. No entanto, cosmólogos suficientes viram o problema como real para que várias soluções fossem propostas.

### Princípio antrópico
Uma solução para o problema é invocar o princípio antrópico, que afirma que os humanos devem levar em conta as condições necessárias para sua existência ao especular sobre as causas das propriedades do universo. Se dois tipos de universo parecem igualmente prováveis, mas apenas um é adequado para a evolução da vida inteligente, o princípio antrópico sugere que nos encontrarmos naquele universo não é nenhuma surpresa: se o outro universo tivesse existido em seu lugar, não haveria observadores para perceber o fato.
O princípio pode ser aplicado para resolver o problema da planicidade de duas maneiras um tanto diferentes. A primeira (uma aplicação do "princípio antrópico forte") foi sugerida por C. B. Collins [en] e Stephen Hawking, que em 1973 consideraram a existência de um número infinito de universos tal que toda combinação possível de propriedades iniciais era mantida por algum universo . Em tal situação, eles argumentaram, apenas aqueles universos com exatamente a densidade correta para formar galáxias e estrelas dariam origem a observadores inteligentes como os humanos: portanto, o fato de observarmos Ω tão próximo de 1 seria "simplesmente um reflexo de nossa própria existência."
Uma abordagem alternativa, que faz uso do "princípio antrópico fraco", é supor que o universo é infinito em tamanho, mas com a densidade variando em lugares diferentes (isto é, um Universo inomogêneo [en]). Assim, algumas regiões serão superdensas (Ω > 1) e outras subdensas (Ω < 1). Essas regiões podem estar extremamente distantes – talvez tão longe que a luz não teve tempo de viajar de uma para outra durante a idade do Universo (ou seja, elas ficam fora dos horizontes cosmológicos [en] uma da outra). Portanto, cada região se comportaria essencialmente como um universo separado: se vivêssemos em um grande trecho de densidade quase crítica, não teríamos como saber da existência de trechos distantes, sub ou superdensos, já que nenhum sinal de luz ou outro sinal chegou até nós deles. Um apelo ao princípio antrópico pode então ser feito, argumentando que a vida inteligente só surgiria naquelas manchas com Ω muito próximo de 1 e que, portanto, nossa vida em tal mancha não é surpreendente.
Este último argumento faz uso de uma versão do princípio antrópico que é "mais fraco" no sentido de que não requer especulação sobre universos múltiplos ou sobre as probabilidades de vários universos diferentes existirem em vez do atual. Requer apenas um único universo que seja infinito - ou apenas grande o suficiente para que muitas manchas desconectadas possam se formar - e que a densidade varie em diferentes regiões (o que certamente é o caso em escalas menores, dando origem a aglomerados galácticos e vazios).
No entanto, o princípio antrópico tem sido criticado por muitos cientistas. Por exemplo, em 1979, Bernard Carr e Martin Rees argumentaram que o princípio "é inteiramente post hoc: ainda não foi usado para prever qualquer característica do Universo". Outros fizeram objeções à sua base filosófica, com Ernan McMullin [en] escrevendo em 1994 que "o princípio antrópico fraco é trivial ... e o princípio antrópico forte é indefensável". Como muitos físicos e filósofos da ciência não consideram o princípio compatível com o método científico, outra explicação para o problema da planicidade era necessária.

### Inflação
A solução padrão para o problema do nivelamento invoca a inflação cósmica, um processo pelo qual o universo se expande exponencialmente rapidamente (ou seja, {\displaystyle a} cresce como {\displaystyle e^{\lambda t}} com o tempo {\displaystyle t}, para alguma constante {\displaystyle \lambda } ) durante um curto período em sua história antiga. A teoria da inflação foi proposta pela primeira vez em 1979 e publicada em 1981 por Alan Guth. Suas duas principais motivações para fazer isso foram o problema da planicidade e o problema do horizonte, outro problema de ajuste fino da cosmologia física. No entanto, "Em dezembro de 1980, quando Guth estava desenvolvendo seu modelo de inflação, ele não estava tentando resolver os problemas de nivelamento ou horizonte. Na verdade, naquela época, ele não sabia nada sobre o problema do horizonte e nunca havia calculado quantitativamente o problema da planicidade". Ele era um físico de partículas tentando resolver o problema do monopolo magnético.
A causa proposta da inflação é um campo que permeia o espaço e impulsiona a expansão. O campo contém uma certa densidade de energia, mas ao contrário da densidade da matéria ou radiação presente no universo tardio, que diminui com o tempo, a densidade do campo inflacionário permanece aproximadamente constante à medida que o espaço se expande. Portanto, o termo {\displaystyle \rho a^{2}} aumenta extremamente rapidamente à medida que o fator de escala {\displaystyle a} cresce exponencialmente. Lembrando a equação de Friedmann
{\displaystyle (\Omega ^{-1}-1)\rho a^{2}={\frac {-3kc^{2}}{8\pi G}}},
e o fato de que o lado direito dessa expressão é constante, o termo {\displaystyle |\Omega ^{-1}-1|} deve, portanto, diminuir com o tempo.
Assim se {\displaystyle |\Omega ^{-1}-1|} inicialmente toma qualquer valor arbitrário, um período de inflação pode forçá-lo para baixo em direção a 0 e deixá-lo extremamente pequeno - em torno de {\displaystyle 10^{-62}} conforme exigido acima, por exemplo. A evolução subsequente do universo fará com que o valor cresça, trazendo-o para o valor atualmente observado de cerca de 0,01. Assim, a dependência sensível do valor inicial de Ω foi removida: um valor inicial grande e, portanto, "não surpreendente" não precisa ser amplificado e levar a um universo muito curvo sem oportunidade de formar galáxias e outras estruturas.
Este sucesso na resolução do problema da planicidade é considerado uma das principais motivações para a teoria inflacionária.

### Pós inflação
Embora a teoria inflacionária seja considerada como tendo muito sucesso, e a evidência para isso seja convincente, ela não é universalmente aceita: os cosmólogos reconhecem que ainda existem lacunas na teoria e estão abertos à possibilidade de que observações futuras irão refutá-la. Em particular, na ausência de qualquer evidência firme de qual deveria ser o campo que impulsiona a inflação, muitas versões diferentes da teoria foram propostas. Muitos deles contêm parâmetros ou condições iniciais que exigem um ajuste fino da mesma forma que a densidade inicial sem inflação.
Por essas razões, o trabalho ainda está sendo feito em soluções alternativas para o problema da planicidade. Estes incluíram interpretações não padronizadas do efeito da energia escura e gravidade, produção de partículas em um universo oscilante, e uso de uma abordagem de estatística bayesiana [en] para argumentar que o problema é inexistente. O último argumento, sugerido por exemplo por Evrard e Coles, sustenta que a ideia de que Ω estar próximo de 1 é "improvável" é baseada em suposições sobre a provável distribuição do parâmetro que não são necessariamente justificadas. Apesar desse trabalho em andamento, a inflação continua sendo, de longe, a explicação dominante para o problema da planicidade. A questão surge, no entanto, se ainda é a explicação dominante porque é a melhor explicação, ou porque a comunidade não tem conhecimento do progresso neste problema. Em particular, além da ideia de que Ω não é um parâmetro adequado neste contexto, outros argumentos contra o problema da planicidade foram apresentados: se o universo colapsar no futuro, então o problema da planicidade "existe", mas apenas por um tempo relativamente curto tempo, então um observador típico não esperaria medir Ω apreciavelmente diferente de 1; no caso de um universo que se expande para sempre com uma constante cosmológica positiva, é necessário um ajuste fino para não alcançar um universo (quase) plano , mas também para evitá-lo.

### Teoria de Einstein e Cartan
O problema da planicidade é resolvido naturalmente pela teoria da gravidade de Einstein–Cartan–Sciama–Kibble [en], sem uma forma exótica de matéria exigida na teoria inflacionária. Essa teoria estende a relatividade geral removendo uma restrição da simetria da conexão afim e considerando sua parte antisimétrica, o tensor de torção [en], como uma variável dinâmica. Não tem parâmetros livres. A inclusão da torção fornece a lei de conservação correta para o momento angular total (orbital mais intrínseco) da matéria na presença da gravidade. O acoplamento mínimo entre torção e espinores de Dirac obedecendo à equação de Dirac que não é linear [en] gera uma interação spin-spin que é significativa na matéria fermiônica em densidades extremamente altas. Tal interação evita a singularidade não física do Big bang, substituindo-a por um salto em um fator de escala mínimo finito, antes do qual o Universo estava se contraindo. A rápida expansão imediatamente após o grande rebote explica por que o Universo atual em escalas maiores parece espacialmente plano, homogêneo e isotrópico. À medida que a densidade do Universo diminui, os efeitos da torção enfraquecem e o Universo entra suavemente na era dominada pela radiação.